# Atletica leggera ai XVII Giochi del Mediterraneo - 100 metri piani maschili
Le gare di atletica leggera nella categoria 100 metri piani maschili si sono tenute il 27 giugno 2013 al Nevin Yanıt Atletizm Kompleksi di Mersin.

## Calendario
Fuso orario EET (UTC+3).
| Data      | Ora   | Turno    |
| --------- | ----- | -------- |
| 27 giugno | 19:20 | Batterie |
| 27 giugno | 20:50 | Finale   |

## Risultati
I 15 atleti vengono inquadrati in due batterie rispettivamente da 7 e 8 velocisti ciascuna. Si qualificano alla finale i primi otto tempi.

### Batterie
| Pos. | Nome                  | Nazione   | Tempo | Batt. | Corsia | Note |
| ---- | --------------------- | --------- | ----- | ----- | ------ | ---- |
| 1    | Emmanuel Biron        | Francia   | 10"30 | 2     | 6      | Q    |
| 2    | Jacques Riparelli     | Italia    | 10"38 | 2     | 5      | Q    |
| 3    | Aziz Ouhadi           | Marocco   | 10"41 | 2     | 3      | Q    |
| 4    | Ramil Guliyev         | Turchia   | 10"43 | 2     | 6      | Q    |
| 5    | Michael Tumi          | Italia    | 10"49 | 1     | 4      | Q    |
| 6    | Amr Seoud             | Egitto    | 10"50 | 2     | 6      | Q    |
| 7    | Bemba Kaba            | Francia   | 10"52 | 1     | 3      | Q    |
| 8    | Efthymios Stergioulis | Grecia    | 10"63 | 1     | 5      | Q    |
| 9    | Panagiotis Andreadis  | Grecia    | 10"67 | 2     | 6      |      |
| 10   | Umutcan Emektaş       | Turchia   | 10"68 | 1     | 1      |      |
| 11   | Panagiotis Ioannou    | Cipro     | 10"77 | 1     | 6      |      |
| 12   | Miloš Savić           | Serbia    | 10"79 | 1     | 7      |      |
| 13   | Riste Pandev          | Macedonia | 10"93 | 1     | 2      |      |
| 14   | Mohamed Elshoushan    | Libia     | 11"03 | 1     | 8      |      |
| 15   | Mikel De Sa           | Andorra   | 11"46 | 2     | 8      |      |

### Finale
| Pos. | Atleta                | Nazionalità | Tempo | Corsia | Note |
| ---- | --------------------- | ----------- | ----- | ------ | ---- |
|      | Emmanuel Biron        | Francia     | 10"22 | 5      |      |
|      | Ramil Guliyev         | Turchia     | 10"23 | 7      |      |
|      | Michael Tumi          | Italia      | 10"25 | 6      |      |
| 4    | Aziz Ouhadi           | Marocco     | 10"27 | 2      |      |
| 5    | Jacques Riparelli     | Italia      | 10"29 | 4      |      |
| 6    | Amr Seoud             | Egitto      | 10"40 | 1      |      |
| 7    | Bemba Kaba            | Francia     | 10"47 | 3      |      |
| 8    | Efthymios Stergioulis | Grecia      | 10"52 | 8      |      |